# Sir Bani Yas Island Airport
Sir Bani Yas Island Airport är en flygplats i Förenade Arabemiraten. Den ligger i den västra delen av landet, 180 kilometer väster om huvudstaden Abu Dhabi. Sir Bani Yas Island Airport ligger 4 meter över havet. Den ligger på ön Sir Bani Yas.
Terrängen runt Sir Bani Yas Island Airport är platt. Havet är nära Sir Bani Yas Island Airport åt sydväst.  .